# Fernando Belaúnde Terry
Fernando Belaúnde Terry (født 7. oktober 1912, død 4. juni 2002) var Perus præsident i 1963-68 og i 1980-85.
Han blev uddannet som arkitekt.
Han stiftede partiet Acción Popular i 1956 og var dets præsidentkandidat i 1956 og 1962, men tabte begge gange. Ved præsidentvalget 1963 blev han præsident men blev afsat ved et militærkup i 1968 og måtte gå i eksil.
Efter nye demokratiske valg i 1980 blev han igen præsident. Under hans regering begyndte Den lysende Sti sit oprør.